# Lison-Pramaggiore Refosco dal peduncolo rosso
Il Lison-Pramaggiore Refosco dal peduncolo rosso è uno dei vini cui è riservata la DOC Lison-Pramaggiore.

## Caratteristiche organolettiche
- colore: rosso intenso.
- odore: vinoso.
- sapore: asciutto, rotondo, pieno tendente all'amarognolo.

## Produzione
Provincia, stagione, volume in ettolitri
- Pordenone  (1990/91)  101,07
- Pordenone  (1991/92)  142,42
- Pordenone  (1992/93)  273,98
- Pordenone  (1993/94)  171,09
- Pordenone  (1994/95)  161,0
- Pordenone  (1995/96)  135,53
- Pordenone  (1996/97)  87,78
- Venezia  (1990/91)  989,87
- Venezia  (1991/92)  1782,91
- Venezia  (1992/93)  2122,42
- Venezia  (1993/94)  2172,44
- Venezia  (1994/95)  2370,18
- Venezia  (1995/96)  2466,93
- Venezia  (1996/97)  3106,57